# Danijel Ban
Fra Danijel Ban (Kreševo, 21. listopada 1857. – 14. rujna 1939.), ljetopisac, franjevac i provincijal Bosne Srebrene.
Osnovnu školu, niže razrede gimnazije i novicijat završio u Kreševu, VII i VIII godinu gimnazije, te prvu godinu bogoslovije u Đakovu, ostatak u Ostrogonu. U Franjevački red stupio je 24. rujna 1872. Za svećenika je zaređen 1880. Kratko vrijeme pučki učitelj u Kreševu, zatim kateheta na Djevojačkoj školi sestara milosrdnica i Realnoj gimnaziji u Sarajevu, te istodobno kapelan u Čemernu, u Stupu i Sarajevskom Polju (1880–1882).
Postdiplomski studij nastavlja u Beču (1882–1887) gdje se upoznaje s utemeljiteljem Hrvatskog Radiše Lukom Senjakom. Doktorirao je s biblijskom temom Evangelium quartum, ejus auctor, argumentum et scopus. Poslije je bio profesor bogoslovije u Kreševu i Livnu (1887–1890), duhovnik u središnjem zatvoru u Zenici, odgojitelj bosanske bogoslovske mladeži u Pečuhu (1897–1898), definitor (1898–1900), kreševski gvardijan (1900–1903, 1910–1916), provincijal (1903–1906), župnik u Podhumu (1906–1910) i Kiseljaku (1918–1921) te direktor Franjevačke klasične gimnazije u Visokom (1917–1918). Od 1921. do smrti živio je u Kreševu.
Ban je 1898. osnovao u Kreševu Narodnu čitaonicu (1901. nazvana Hrvatska čitaonica) kojoj je bio i predsjednik (1900–1903, 1911–1915). Njegovim zalaganjem izgrađen je 1912. u Kreševu Hrvatski dom. God. 1918. izabran je za predsjednika Narodnog vijeća u Kiseljaku. S fra Dobroslavom Ostojićem skupljao je ženske narodne pjesme za ediciju Matice hrvatske. Priloge iz narodne i franjevačke prošlosti, posebno o liku fra Grge Martića, objavljivao je u publikacijama: Srce Isusovo (1882), Vrhbosna (1887, 1905), Franjevački glasnik (1900), Serafinski perivoj (1903–1905), Kalendar Fra Grga Martić (1908), Nedjelja (1922), Franjevački vijesnik (1928, 1930, 1937, 1938), Kalendar sv. Ante (1929), Hrvatska straža (1930), Glasnik sv. Ante (1931, 1938), Spomenica Franjevačke gimnazije u Visokom (1932); te prema Drljiću, u Bosiljku, Srijemskom glasniku, Obzoru, Osvitu, Hrvatskom braniku i Riječi Božjoj. U rukopisu je ostala njegova Kronika koja sadrži vrijedne podatke povijesnog, etnografskog i kulturnog značenja (čuva se u franjevačkom samostanu u Kreševu).
Godine 1900. zajedno s učiteljem Anićem u Kreševu osniva Hrvatsku narodnu čitaonicu.
Djela: 
- "Žepče" (monografija, 1877.),
- "Kronika" (rukopis u arhivu Franjevačkog samostana u Kreševu).